# Fibi
Fibi was een van de mascottes van de Walibi (Walibi Sud-Ouest, Walibi Belgium, Walibi Rhône-Alpes en Walibi Holland) parken. Zij werd met de start van het seizoen 2011 geïntroduceerd.

## Algemene informatie
Fibi werd geïntroduceerd in 2011. In het verhaal van Walibi was Fibi de leadzangeres van de Walibi Adventure Band. De Walibi Adventure Band was de rivaliserende band met de SkunX-band. Walibi was de leider van de Walibi Adventure Band terwijl zijn tweelingbroer aanvoerder was van de SkunX band. Deze twee bands namen het tegen elkaar op in Walibi Holland tijdens de show Rockstars: The Battle.

## Trivia
- In Walibi Holland is Fibi's Bubble Swirl vernoemd naar Fibi.

Afbeeldingen · Geschiedenis van Walibi Belgium
Afbeeldingen · Lijst van attracties